# Louise Imogen Guiney
Louise Imogen Guiney, née le 7 janvier 1861 à Roxbury dans l'État du Massachusetts et morte le 2 novembre 1920 à Chipping Campden dans le comté britannique de Gloucestershire, est une poète, essayiste, nouvelliste, épistolière, traductrice, éditrice américaine et une figure majeure de la vie littéraire de Boston.

## Biographie

### Jeunesse et formation

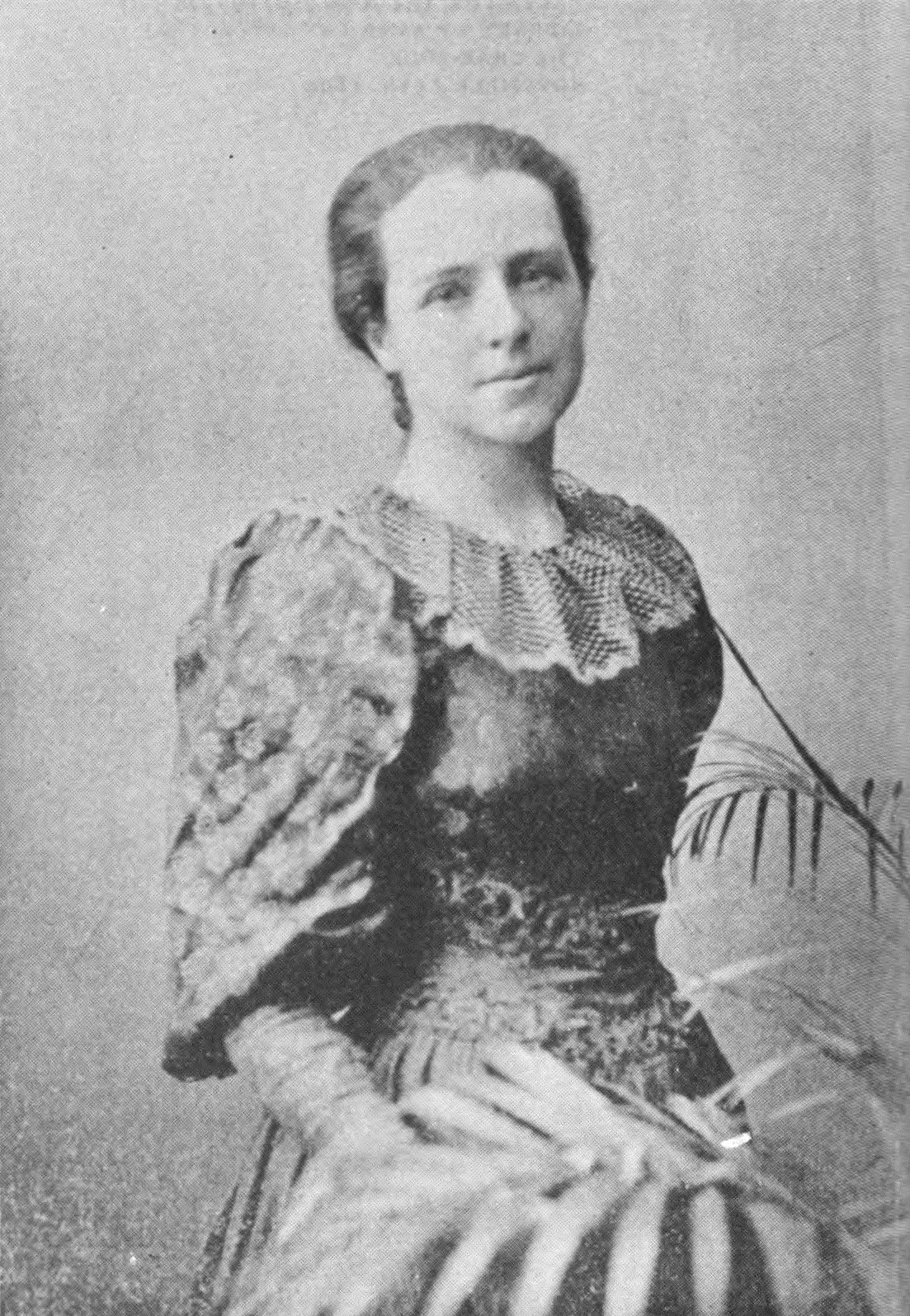
Louise Imogen Guiney

Louise Imogen Guiney est la fille unique de Patrick Robert Guiney (en) et de Janet M. Doyle Guiney, tous les deux sont d'origine irlandaise. Patrick Robert Guiney est originaire du comté de Tiperary, arrivé jeune aux États-Unis, il fait des études de droit au College of the Holy Cross (Worcester), après quoi il se lance dans une carrière de juriste, quand la guerre de Sécession éclate, il s'engage dans les forces de l'Union, gravement blessé à la Bataille de la Wilderness, où il perd un œil, il finit la guerre avec le grade de brigadier général, puis il se lance dans la politique, il est le premier catholique irlandais à jouer un rôle important dans le Parti républicain, il meurt en 1877 quand sa fille Louise Imogen est âgée de 16 ans. Cette mort met un coup d'arrêt aux études de Louise Imogen Guiney qui faisait ses études secondaires dans un établissement de Providence (Rhode Island), elle doit retourner au foyer familial à Auburndale, Massachusetts (en) à proximité de Boston,,,.

### Carrière

#### Premiers écrits
Louise Imogen Guiney, de retour à Auburndale commence à écrire ses premiers poèmes et essais dans des journaux et magazines notamment dans le périodique catholique The Pilot (Massachusetts newspaper) (en) dirigé par John Boyle O'Reilly ; la plupart de ces poèmes sont publiés dans son recueil de poèmes Songs at the Start de 1884, le succès de son recueil la consacre comme poète alors qu'elle n'a que 23 ans. En 1885, elle publie son premier essai Goose-quill Papers suivi en 1887 de la parution de son second recueil de poèmes The White Sail and Other Poems. Parallèlement elle écrit sous forme de nouvelles des contes de fées pour le magazine à destination de la jeunesse Wide Awake (magazine) (en), l'ensemble de ces récits merveilleux sont compilés et paraissent en 1888 sous le titre de Brownies and Bogles,,.

#### La vie littéraire de Boston

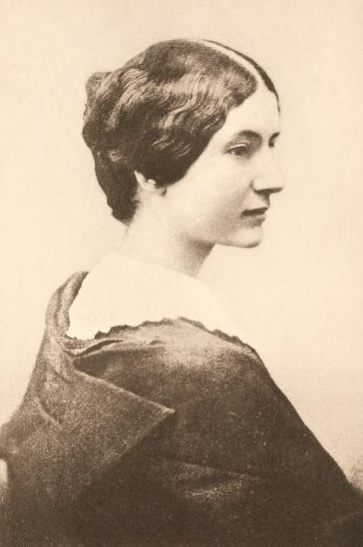
Annie Adams Fields

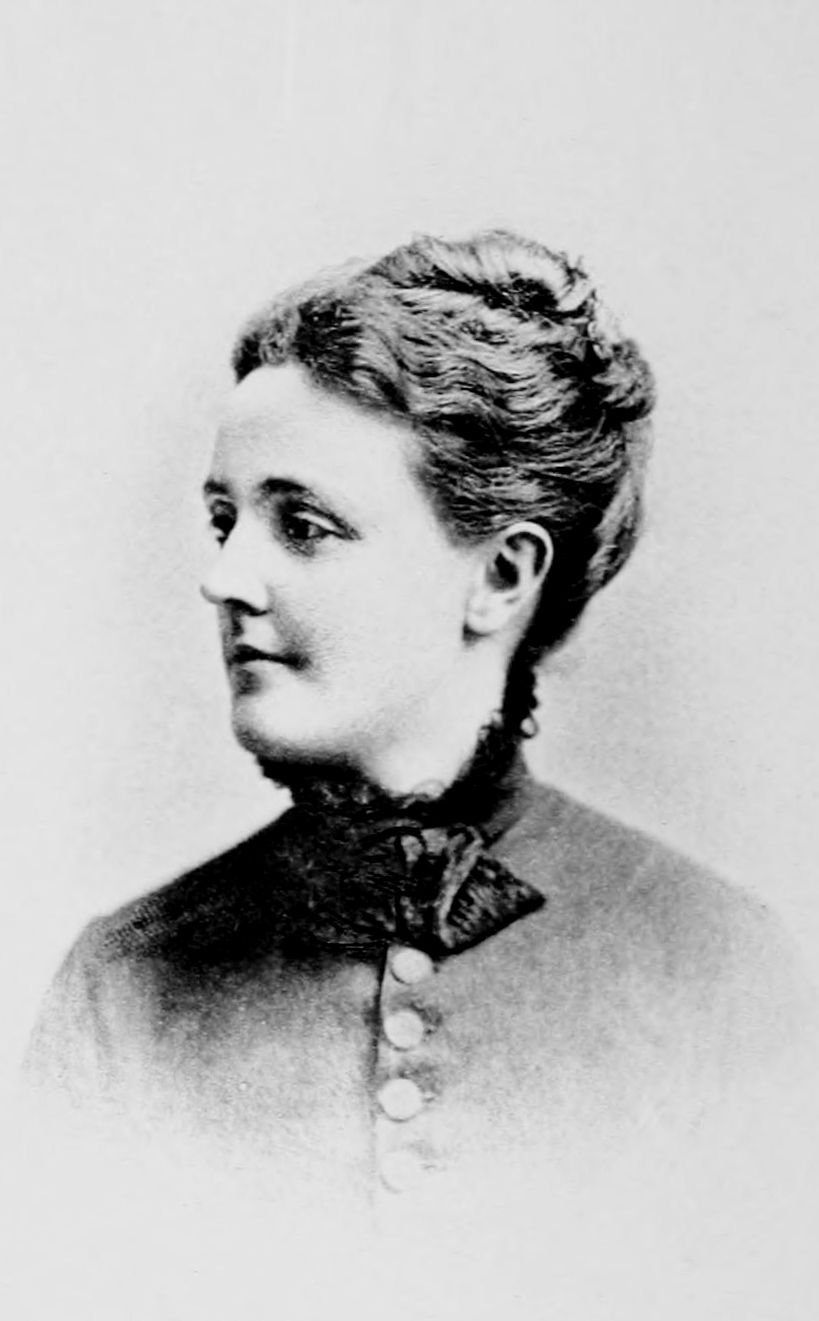
Sarah Orne Jewett

Grâce à ses talents lyriques et sa personnalité Louise Imogen Guiney, s’insère dans la vie artistique de Boston, elle se fait des amies parmi les figures littéraires de Boston comme Annie Adams Fields, Sarah Orne Jewett, Louise Chandler Moulton et Alice Brown (écrivaine). Le médecin et écrivain Oliver Wendell Holmes surnomme Louise Imogen Guiney  « little golden guinea ». Elle fréquente également la bohème bostonienne qui compte notamment l'écrivain Thomas Bailey Aldrich, le pasteur unitarien Thomas Wentworth Higginson, l'architecte Ralph Adams Cram (en) et le photographe et éditeur Fred Holland Day. Elle commence ses longues correspondances avec le Révérend William H. van Allen, le bibliothécaire du Boston Athenæum Charles Knowles Bolton, et le critique littéraire Clement King Shorter, parmi les différents thèmes abordés, il a celui d'une esthétique inaugurée par W. B. Yeat. Catholique irlandaise, elle se fait l’ambassadrice entre la culture dominante des White Anglo-Saxon Prostestant de Boston et la culture de sa communauté,.

#### Un premier voyage à Londres
En 1889, Louise Imogen Guiney part pour Londres avec sa mère, elles y restent pendant deux années. Elle fait la connaissance de la poète irlandaise Dora Sigerson Shorter et de sa sœur Hester Sigerson Piatt ainsi que des poètes britanniques Richard Garnett, Edmund Gosse, Lionel Johnson (en) et d'autres membres du Rhymers' Club (en) fondé par W. B. Yeats et Ernest Rhys (en). Elle est rejointe par ses amis Alice Brown et Fred Holland Day. Alice Brown et elle collectent leurs impressions de leur séjour au Royaume-Uni pour éditer un guide touristique à destination des femmes, publié en 1891, par la Women's Rest Tour Association (en) de Boston sous le titre de A Summer in England. Avant de repartir pour Boston elle écrit une biographie du révolutionnaire irlandais Robert Emmet,,.

#### La receveuse de la poste d'Auburndale

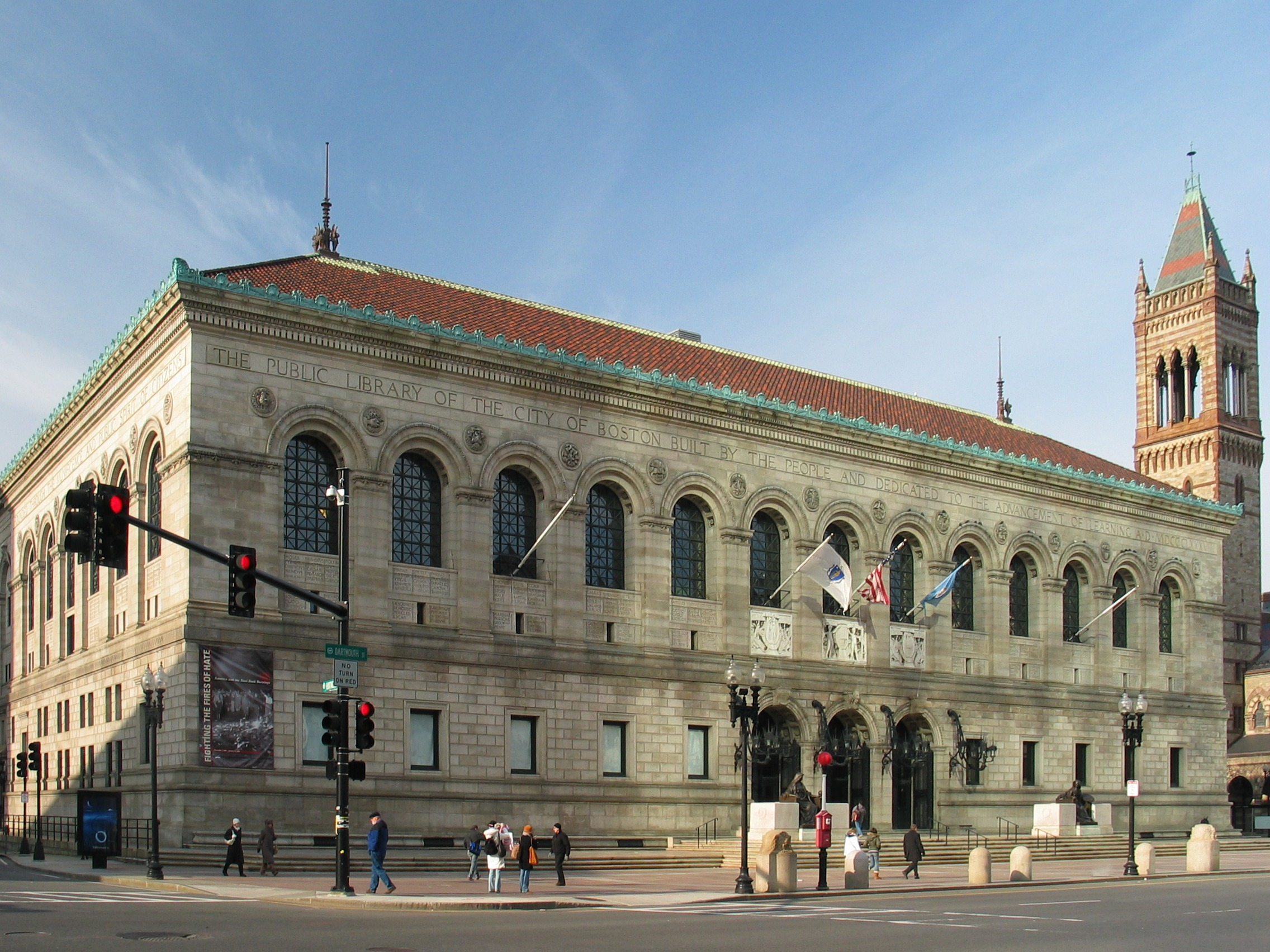
Boston Public Library

Quand Louise Imogen Guiney revient aux États-Unis, elle devient à Boston la tête de file du mouvement dit de l'Esthétisme dans l'esprit d'Aubrey Beardsley. Par ailleurs, bien que sa notoriété croisse et qu'elle ait publié un autre recueil de poèmes Roadside Harp et son essai Patrin, ses livres se vendent mal, ses ressources financières liées à sa production littéraire ne suffisent plus pour vivre, elle est obligée de travailler ; elle est embauchée comme maître de poste d'Auburndale, village où elle habite avec sa mère. Poste peu fréquentée par les Bostoniens, car Auburndale a la réputation d'être un quartier de « bigots catholiques ». Cela dit, ses amis vont la soutenir en se rendant à la poste pour lui acheter des timbres. Bien que sa production poétique soit ralentie, Louise Imogen Guiney se met à la traduction et ou à l'édition d'auteurs étrangers et à des essais de critique littéraire et publie tout de même des nouvelles sous le titre de Lovers’ Saint Ruth’s and Three Other Tales, édité en 1895. En 1897, malade, elle quitte la poste d'Auburndale pour accepter un poste de catalogueuse au sein de la Bibliothèque publique de Boston et emménage avec sa mère dans la Pinckney Street, proche de la bibliothèque,,.

#### Le séjour à Oxford

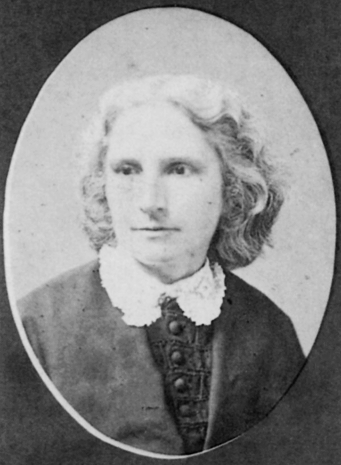
Anne Whitney

En 1901, grâce à don de la sculptrice et poète Anne Whitney d'un montant de 5 000 $, Louise Imogen Guiney peut partir pour Oxford au Royaume-Uni, où elle va y vivre jusqu'à la fin de sa vie. Sa production littéraire se concentre sur le catholicisme et plus particulièrement sur des catholiques réfractaires tels Robert Emmet, Edmond Campion, Lionel Johnson (en)ou des auteurs littéraires tombés dans l'oubli comme Henry Vaughan, Katherine Philips, et Hurrell Froude,,,.
En 1909, Louise Imogen Guiney se rend une dernière fois aux États-Unis pour soigner sa mère mourante. De retour au Royaume-Uni, ses revenus s'amenuisent au point qu'elle est obligée de quitter sa résidence d'Oxford et d'emménager dans le village éloigné de Chipping Camden dans le district de Cotswold,,.

### Vie privée
En 1917, elle est victime d'un accident vasculaire cérébral qui la diminue, elle en décédera des suites le 2 novembre 1920. Elle est inhumée au Cimetière de Wolvercote dans la banlieue d'Oxford,.

## Œuvres
Note : quand les œuvres sont suivies d'un numéro ISBN, cela signifie qu'elles ont fait l'objet de rééditions récentes généralement sous forme de fac-similé de l'édition originale, le numéro ISBN est en principe celui de la dernière réédition.

### Recueil de poèmes
- Songs at the Start, Boston, Cupples, Upham, and Company, 1884, 120 p. (LCCN 28004736, lire en ligne)[16],
- The White Sail: And Other Poems, Boston, Ticknor & Co, 1887, 133 p. (ISBN 9780331748376, lire en ligne),
- A Roadside Harp, Boston, Houghton Mifflin, 1893, 82 p. (ISBN 9781446067376, lire en ligne),
- Nine Sonnets Written at Oxford. Christmas MDCCCXCV, Cambridge, Massachusetts, H. Copeland and F. H. Day, 1895, 68 p. (ISBN 9781373194527, lire en ligne),
- England and Yesterday: A Book of Short Poems, Londres, G. Richards, 1898, 60 p. (ISBN 9781334383205, lire en ligne),
- The Martyrs' Idyl and Shorter Poem, Boston, Houghton, Mifflin and Company, 1899, 102 p. (ISBN 9783752351644, lire en ligne),

### Poésie lyrique
- Happy Ending: The Collection of Lyrics of Louise Imogen Guiney, Boston, Houghton, Mifflin and Co, 1909, 208 p. (ISBN 9780526283101, lire en ligne),

### Nouvelles
- Brownies and Bogles, Boston, D. Lothrop Co., 1888, 184 p. (ISBN 9780526154777, lire en ligne),
- Lovers' Saint Ruth's: And Three Other Tales, Boston, Copeland and Day, 1895, 144 p. (ISBN 9780469590342, lire en ligne),

### Essais
- Goose-Quill Papers, Boston, Roberts Brothers, 1885, 204 p. (ISBN 9780260578624, lire en ligne),
- Monsieur Henri: A Foot-Note to French History, New York, Harper & Brothers, 1892, 168 p. (ISBN 9781332420636, lire en ligne),
- A Little English Gallery, New York, Harper and Brothers, 1894, 316 p. (ISBN 9781374482401, lire en ligne),
- Robert Louis Stevenson: A Study, Boston, Copeland and Day, 1895, 56 p. (ISBN 9781346699363, lire en ligne),
- Patrins: To Which Is Added an Inquirendo Into the Wit & Other Good Parts of His Late Majesty King Charles the Second, Boston, Copeland and Day, 1897, 354 p. (ISBN 9780526304783, lire en ligne),
- Robert Emmet a Survey of His Rebellion, and of His Romance, Londres, David Nutt, 1904, 120 p. (ISBN 9780332400815, lire en ligne),
- Blessed Edmund Campion, New York, Benziger Brothers, 1908, 212 p. (ISBN 9780365053576, lire en ligne),

### Correspondance
- Louise Imogen Guiney et Grace Guiney (éditrice) (préf. Agnes Repplier), Letters, New York et Londres, Harper & Brothers Publishers, 1926, 308 p. (ISBN 9780836969757, lire en ligne),

### Traductions
- Dante Alighieri et Louise Imogen Guiney (dir.) (trad. de l'italien), The Divine Comedy, Boston & New York, Houghton, Mifflin and Co, 1893, 353 p. (OCLC 568763189, lire en ligne),
- The Secret of Fougereuse: A Romance of the Fifteenth Century (trad. du français), The Secret of Fougereuse: A Romance of the Fifteenth Century; From the French, Marlier, Callanan & Co., 1898, 364 p. (ISBN 9781330616611, lire en ligne),

### Éditrice
- James Clarence Mangan et Louise Imogen Guiney (éditrice), James Clarence Mangan, his Selected Poems, Boston, Lamson, Wolffe & Co., 1897, 386 p. (ISBN 9783744773225, lire en ligne),
- Louise Imogen Guiney (éditrice), The Mount of Olives, and Primitive Holiness Set Forth in the Life of Paulinus, Bishop of Nola, Londres, Henry Frowde, 1902, 196 p. (ISBN 9781377809304, lire en ligne),
- Hurrell Froude et Louise Imogen Guiney (éditrice) (préf. Louise Imogen Guiney), Hurrell Froude: Memoranda and Comments, Londres, Methuen & Co., 1904, 516 p. (ISBN 9780656006267, lire en ligne),
- Thomas Stanley et Louise Imogen Guiney (éditrice) (préf. Louise Imogen Guiney), Thomas Stanley: his Original Lyrics, Complete, in their Collated Readings of 1647, 1651, 1657, Hull J.R. Tutin, 1907, 146 p. (OCLC 848169098, lire en ligne),
- Lionel Johnson et Louise Imogen Guiney (éditrice), Some Poems of Lionel Johnson newly selected, Londres, Elkin Mathews, 1912, 84 p. (ISBN 9781176984653, lire en ligne),
- Louise Imogen Guiney, Recusant Poets, With a Selection From Their Work, Volume I: St Thomas More to Ben Jonson, New York, Sheed and Ward, 1938, 444 p. (OCLC 1044051339, lire en ligne)

### Articles
- « A Note on George Wither », The Knight Errant, Vol. 1, No. 4,‎ janvier 1893, p. 98-103 (6 pages) (lire en ligne ),
- « Poet vs. Publisher », The Yale University Library Gazette, Vol. 3, No. 4,‎ avril 1929, p. 88-89 (2 pages) (lire en ligne ) (article posthume)

## Archives
Les archives de Louise Imogen Guiney sont déposées et consultables auprès de la bibliothèque de l'université Yale et celle du Vassar College.
Sa riche correspondance de 900 lettres a été collectée par son ami Fred Holland Day est déposée à Bibliothèque du Congrès.